# Georg Andreas Helwig
Georg Andreas Helwig o Helwing (Angerburg, 14 dicembre 1666 – Angerburg, 3 gennaio 1748) è stato un botanico e teologo tedesco luterano.

## Biografia
Nacque nel 1666 ad Angerburg, nel Ducato di Prussia. Figlio del pastore Andreas Helwig († 1705), si occupò di erbe fin da piccolo e frequentò la scuola nella sua città natale. Passò alla Löbenichtsche Stadtschule di Königsberg e nel 1684 si trasferì all'Università di Königsberg. Continuò i suoi studi nel 1687 presso l'Università di Wittenberg, poi andò all'Università di Lipsia e all'Università di Jena. A Jena ottenne l'11 ottobre 1688 il titolo accademico di Magister philosophiae. Studiò farmacologia con Georg Wolfgang Wedel e insegnò anche privatamente.
Secondo il desiderio di suo padre, dovette completare gli studi in teologia. Quindi lasciò Jena e proseguì gli studi teologici presso l'Università di Erfurt. Da qui intraprese un viaggio di istruzione attraverso la Germania e a Venezia. Fece ritorno a Jena, tenne conferenze e tornò nel suo luogo natale nel novembre 1691 come sostituto di suo padre. Lì assunse la posizione del padre nel 1705 e divenne prevosto e sovrintendente nel 1725, assumendo la supervisione dei principali uffici ecclesiastici di Angerburg e Lötzen.
Fu sposato con Katharina, figlia di Andreas Coneius. Il matrimonio diede alla luce cinque figlie e quattro figli. Nel 1738 gli fu assegnato come sostituto il figlio Georg Aemilius Helwig.
Per la sua esperienza nella storia naturale, in particolare nelle scienze erboristiche, fu chiamato il "Plinio prussiano" e il "Tournefort prussiano". Il 31 agosto 1709 divenne membro della Accademia Reale Prussiana delle Scienze.
Helwig introdusse e scoprì varie specie di piante. Da lui prende nome il genere Helwingia.
Morì nel 1748 nel suo luogo natale.

## Opere

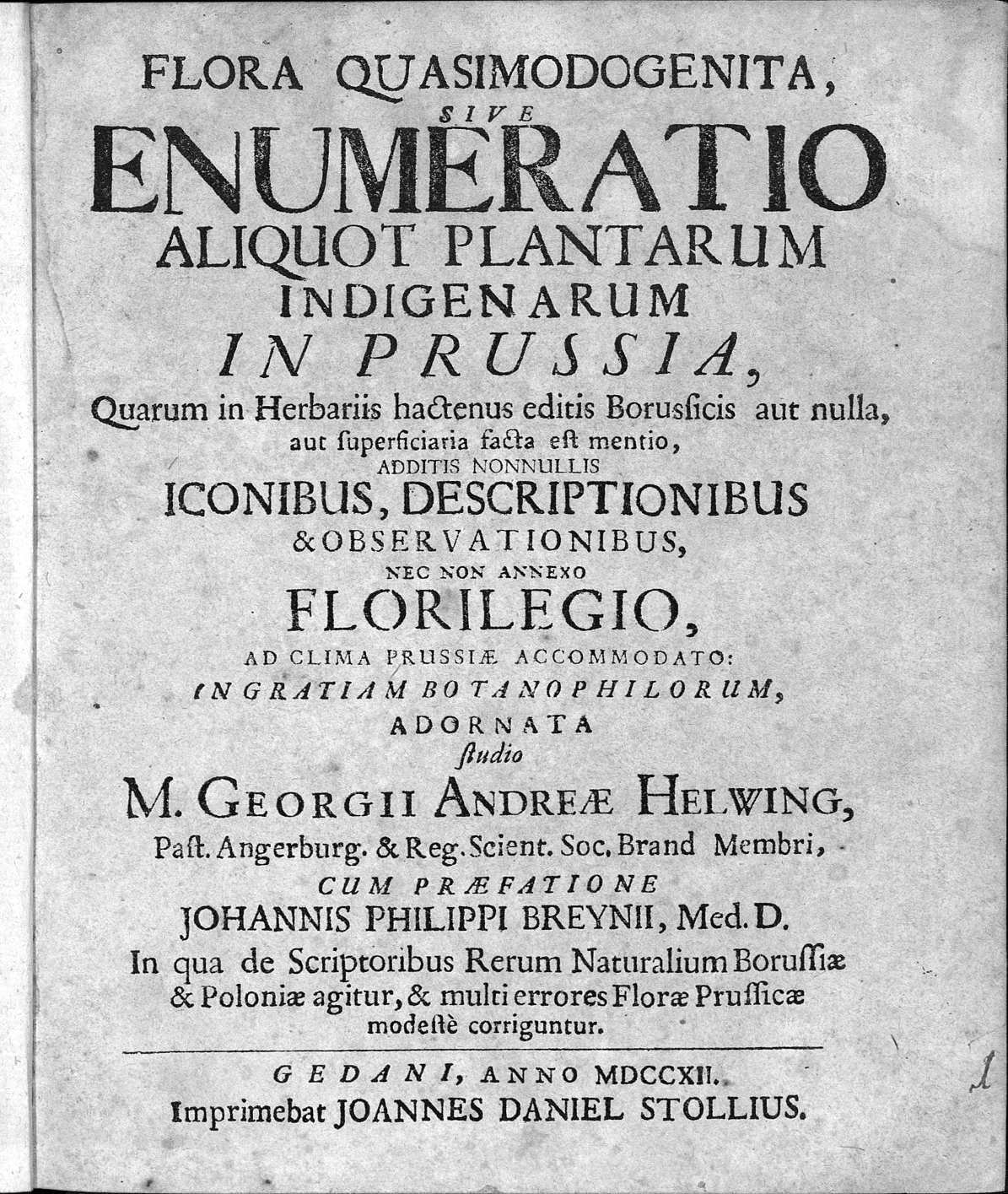
Flora quasimodogenita, 1712

- (LA) Flora quasimodogenita, Danzica, Johann Daniel Stolle, 1712.
  - (LA) Flora quasimodogenita, Supplementum florae prussicae, Danzica, Thomas Johann Schreiber, 1726.
- (LA) Lithographia angerburgica, Regiomonti, Stelter, 1717.
- (LA)  Flora campana, Lipsia, 1720.